# Тотија (Хунедоара)
Тотија (рум. Totia) насеље је у Румунији у округу Хунедоара у општини Бача. Oпштина се налази на надморској висини од 262 m.

## Становништво
Према подацима из 2002. године у насељу је живело 100 становника, од којих су сви румунске националности.